# Lynx (ウェブブラウザ)
Lynx（リンクス）は、テキストベースのウェブブラウザである。多くのUnix系OSや Windows、macOS (Lynxlet) で動作する。

## 特徴
- キーボードで軽快、快適に操作できるように設計されている。一方、マウスで操作できる範囲はごく限られる。
- 画像を表示しない。インライン画像の代わりに、alt属性により指定された代替テキストを表示する。外部アプリケーションを用いて画像を表示するよう設定は可能。
- テーブルに対応していない。表示領域に収まるテーブルであれば適切に各セルのテキストを配置して表示できる場合がある。
- フレームに対応していない。フレーム内の各文書へのリンクが表示されるため、それらを個別に閲覧することは可能。
- link要素によるナビゲーションに対応している。

以上の特徴から、ウェブアクセシビリティを検証するために用いられることもある。2015年時点のWeb標準に準拠していない。

## 他のテキストブラウザ
- ELinks
- Links
- Netrik
- w3m